# Cuimba
Cuimba è una municipalità dell'Angola appartenente alla provincia dello Zaire. Ha 29.028 abitanti (stima del 2006).
Il capoluogo è Cuimba.